# Elit
Elit è un centro abitato dell'Eritrea, nella parte occidentale del paese.